# Ben Giroux

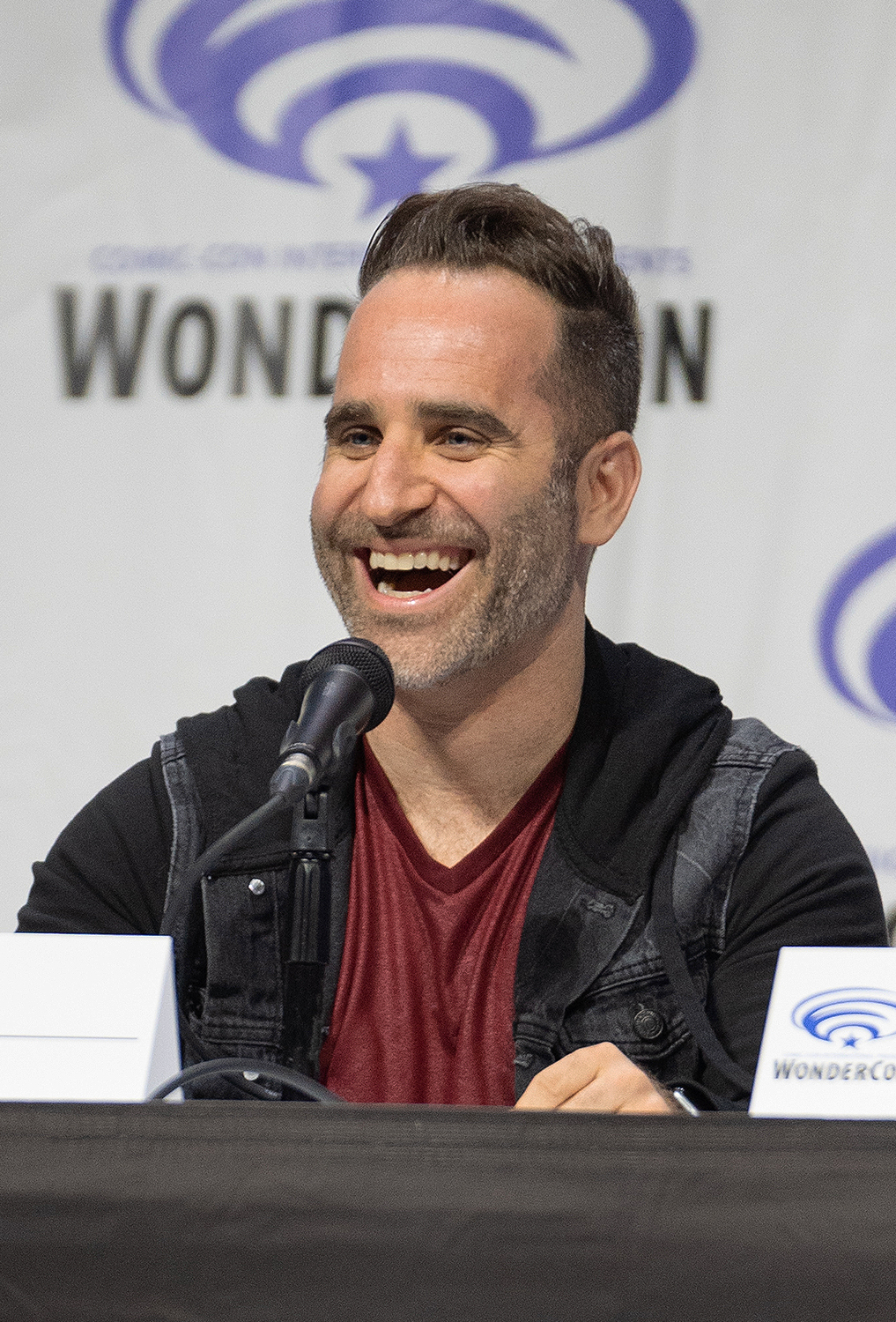
Ben Giroux, 2019

Ben Giroux (* 24. Oktober 1984 in Phoenix, Arizona) ist ein US-amerikanischer Schauspieler.

## Karriere
Bekannt wurde er durch das komödiantische Musikvideo „Back to the 90s“ mit dem Indie Hip-Hop Künstler Jensen Reed. Nachdem das Video über 90 Millionen Mal angesehen wurde, erreichte das Duo die Billboard-Charts und wurde von den Backstreet Boys unterstützt.
Er ist auch bekannt für seine Stimme als Mikey Munroe in der Zeichentrickserie Bunsen ist ein Biest auf Nickelodeon, seine wiederkehrende Rolle als Der Toddler in Henry Danger und Danger Force auf Nickelodeon, die wiederkehrende Rolle von Coach Fener in The Big Show Show auf Netflix und seine Rolle als Little Zach in Hart of Dixie auf sixx.
Giroux hatte Gastauftritte in Dutzenden von Fernsehserien, darunter Navy CIS, Bones, Dr. House, Psych, Anger Management, Sam & Cat, Die Abenteuer von Kid Danger. Er hat außerdem über 3 Millionen Follower auf TikTok und über 100.000 auf Instagram.

## Filmografie
- 2006: Birnkrant 616 (Fernsehserie, 1 Folge)
- 2007: Psych (Fernsehserie, 1 Folge)
- 2008: Unhitched (Fernsehserie, 1 Folge)
- 2009: Dr. House (House, M.D., Fernsehserie, 1 Folge)
- 2010: Bones – Die Knochenjägerin (Bones, Fernsehserie, 1 Folge)
- 2010: Pair of Kings – Die Königsbrüder (Pair of Kings, Fernsehserie, 1 Folge)
- 2011: Reich und Schön (The Bold and the Beautiful, Fernsehserie, 1 Folge)
- 2011: Happily Divorced (Fernsehserie, 1 Folge)
- 2011: Death Valley (Fernsehserie, 1 Folge)
- 2011: The Fresh Beat Band (Fernsehserie, 1 Folge)
- 2011: Bucket & Skinner (Bucket & Skinner’s Epic Adventures, Fernsehserie, 3 Folgen)
- 2011: Ben and Burman (Fernsehserie, 17 Folgen)
- 2011: Awkward Universe (Fernsehserie, 13 Folgen)
- 2012: Fred: The Show (Fernsehserie, 2 Folgen)
- 2012: You Gotta See This! (Fernsehserie, 1 Folge)
- 2012: Christmas Twister (Fernsehfilm)
- 2013: Shake It Up – Tanzen ist alles (Shake It Up, Fernsehserie, 1 Folge)
- 2013: Sam & Cat (Fernsehserie, 1 Folge)
- 2013: Family Tree (Fernsehserie, 1 Folge)
- 2013: FML (Fernsehserie, 27 Folgen)
- 2013: Summoned (Fernsehfilm)
- 2014: Voll Vergeistert (The Haunted Hathaways, Fernsehserie, 1 Folge)
- 2014: 2 Broke Girls (Fernsehserie, 1 Folge)
- 2013–2014: Sh’tty Dates (Fernsehserie, 16 Folgen)
- 2014: Mighty Med – Wir heilen Helden (Mighty Med, Fernsehserie, 3 Folgen)
- 2014: Anger Management (Fernsehserie, 1 Folge)
- 2014–2020: Henry Danger (Fernsehserie, 12 Folgen)
- 2014–2015: Hart of Dixie (Fernsehserie, 11 Folgen)
- 2015: Kidnapped (Fernsehfilm)
- 2015: Firsts (Fernsehserie, 1 Folge)
- 2015: Best Friends – Zu jeder Zeit (Best Friends Whenever, Fernsehserie, 1 Folge)
- 2015: The Flight Before Christmas (Fernsehfilm)
- 2016: Navy CIS (NCIS, Fernsehserie, 1 Folge)
- 2016: A Christmas in Vermont (Fernsehfilm)
- 2017: Do the Voice (Fernsehserie, 1 Folge)
- 2018: Die Abenteuer von Kid Danger (The Adventures of Kid Danger, Fernsehserie, 5 Folgen)
- 2018: Shortcomings (Fernsehserie, 2 Folgen)
- 2018–2019: The Adventures of Rocky and Bullwinkle (Fernsehserie, 2 Folgen)
- 2019: Sydney to the Max (Fernsehserie, 1 Folge)
- 2020–2022: Danger Force (Fernsehserie, 6 Folgen)
- 2019–2020: Willkommen bei den Louds (The Loud House, Fernsehserie, 3 Folgen)
- 2020: The Big Show Show (Fernsehserie, 4 Folgen)
- 2022–2024: Big Nate (Fernsehserie)